# Hittisau
Hittisau är en ort och kommun i distriktet Bregenz i förbundslandet Vorarlberg i Österrike. I öster gränsar kommunen till Tyskland.
Kommunen består av två orter (Ortschaften) (inom parentes invånarantal 1 januari 2024):
- Bolgenach (454)
- Hittisau (1 654)